# Иаков (Капенекас)
Митрополит Иаков (греч. Μητροπολίτης Ιάκωβος, в миру Георгиос Капенекас; 1921, Митилини, Самос, Греция — 2 августа 2012) — епископ Иерусалимской православной церкви, митрополит Скифопольский (2003—2012).

## Биография
В 1939 году прибыл в Иерусалим. Обучался на богословском факультете Афинского университета.
В 1943 году — прострижен в монашество и рукоположен во иеродиакона.
В 1954 году — рукоположен во иеромонаха с возведением в достоинство архимандрита. Служил библиотекарем, преподавателем, директором Иерусалимской Патриаршей школы.
В 1954—1970 годы — главный редактор журнала «Νέα Σιών» (Новый Сион).
В 1970—1980 году — патриарший представитель в Акре.
В 1972 году последовало его избрание и 5 марта того же года — хиротония во архиепископа Диокесарийского.
Сопровождал патриарха Венедикта в его посещении Америки и представлял Иерусалимскую Церковь на меж-православной конференции в Аддис-Абебе.
В 1983—1992 год — вновь главный редактор журнала «Новый Сион».
11 ноября 1991 года был возведён в сан митрополита.
С 12 марта 2003 года — митрополит Скифопольский.
Посещал Русскую и Кипрскую Церкви в составе делегаций от Иерусалимского Патриархата.
Скончался 2 августа 2012 года, являясь старейшим по возрасту иерархом Иерусалимской Православной Церкви. Погребение было совершено на следующий день в параклисе равноапостольной Феклы при Иерусалимской Патриархии.